# Streamlabs

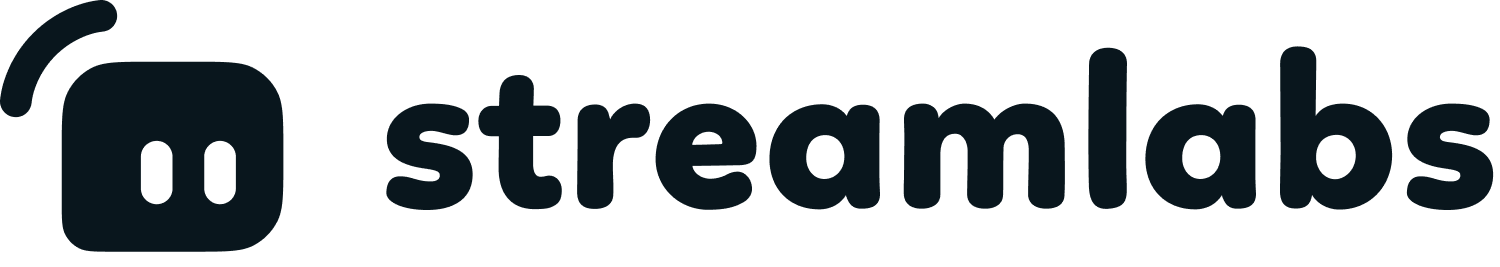
Logo de Streamlabs

Streamlabs, es un software de transmisiones en vivo fundado en 2014. Es perteneciente a la empresa suizo-estadounidense Logitech. El servicio integra herramientas como OBS, una manera de administrar el chat, elementos visuales en pantalla e interacciones para espectadores. Streamlabs distribuye a sus usuarios contenido sobre plataformas como Twitch, YouTube, Microsoft Mixer y Facebook.
En marzo de 2020, Streamlabs OBS se lanzó para sistema operativo macOS.
 La compañía tiene oficinas en San Francisco y Vancouver; fue comprada por 89 millones de dólares el 26 de septiembre de 2019.